# William Sharon

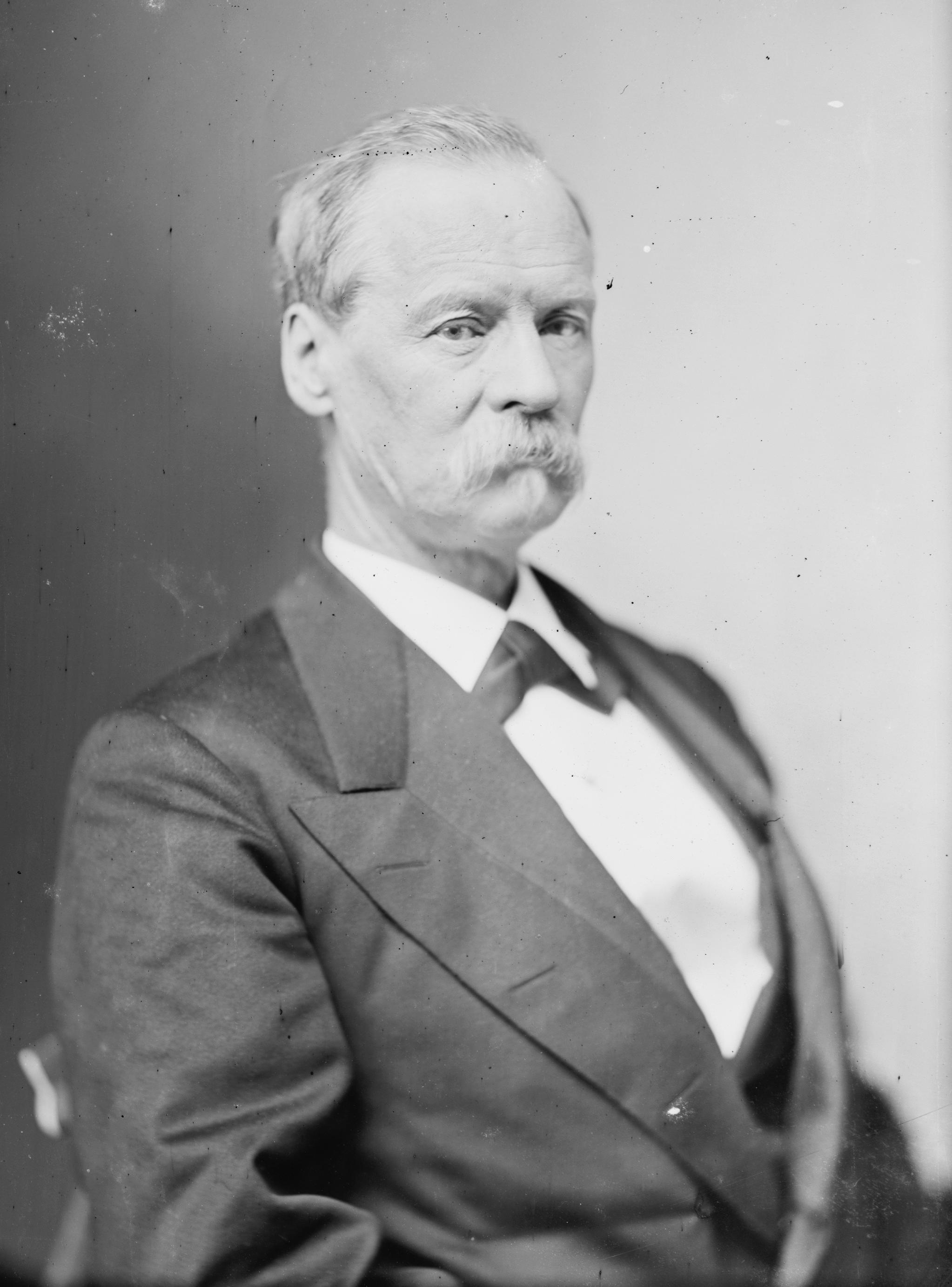
William Sharon

William Tang Sharon (* 9. Januar 1821 in Smithfield,  Jefferson County,  Ohio; † 13. November 1885 in San Francisco, Kalifornien) war ein US-amerikanischer Politiker. Zwischen 1875 und 1881 vertrat er den Bundesstaat Nevada im US-Senat.

## Werdegang
William Sharon war der Schwiegervater von Francis G. Newlands (1846–1917), der den Staat Nevada in beiden Kammern des Kongresses vertrat. Er studierte an der Ohio University und zog dann nach St. Louis im Bundesstaat Missouri, wo er Jura studierte. Anschließend verlegte er seinen Wohnsitz nach Carrollton in Illinois, wo er als Rechtsanwalt praktizierte und im Handel tätig war. Im Jahr 1849 zog er nach Sacramento in Kalifornien und ein Jahr später nach San Francisco, wo er unter anderem in der Immobilienbranche tätig war. 1864 kam er nach Virginia City in Nevada, wo er Filialleiter der dortigen Zweigstelle der Bank of California wurde. Zusammen mit William Chapman Ralston, dem Gründer der Bank of California, profitierte er von Gewinnen aus Kreditvergaben an Unternehmen im Silberbergbau. Dabei stieg er selbst in das Silbergeschäft ein. Politisch wurde er Mitglied der Republikanischen Partei.
Im Jahr 1874 wurde William Sharon als Kandidat seiner Partei in den US-Senat gewählt, wo er am 4. März 1875 die Nachfolge von William M. Stewart antrat, der im Jahr 1874 nicht mehr kandidiert hatte, aber danach, zwischen 1887 und 1905, erneut im Senat saß. Sharon wurde Mitglied und zeitweise Vorsitzender des Ausschusses für Bergbau. Nach Ablauf seiner sechsjährigen Amtszeit schied er am 3. März 1881 wieder aus dem Kongress aus. Danach zog er nach San Francisco, wo er bis zu seinem Tod am 13. November 1885 lebte.